# 羊口港
羊口港是位于山东省寿光市羊口镇（旧称羊角沟镇）小清河南岸的一座河海联运港口。

## 历史
羊口港始建于1885年，因黄河夺大清河入海、小清河经羊角沟新河道入渤海，河面较宽阔，河口无拦门沙。至1937年千吨级轮船仍可取道小清河至济南市。1978年，在镇中羊角沟渔港以东疏通滩涂，新建货港，包括300米岸线的9个100吨级内河泊位，以及100米岸线的2个500吨级海船泊位，为今日羊口港之起始。但由于公路和铁路交通日趋发达，小清河航运量逐年下降。1998年东营境内建设王道节制闸却没有同步建设船闸，使得小清河彻底断航，仅羊口港以下的航道仍维持使用。2017年，小清河复航工程获批，2023年中全线复航。